# Fonction C∞ à support compact

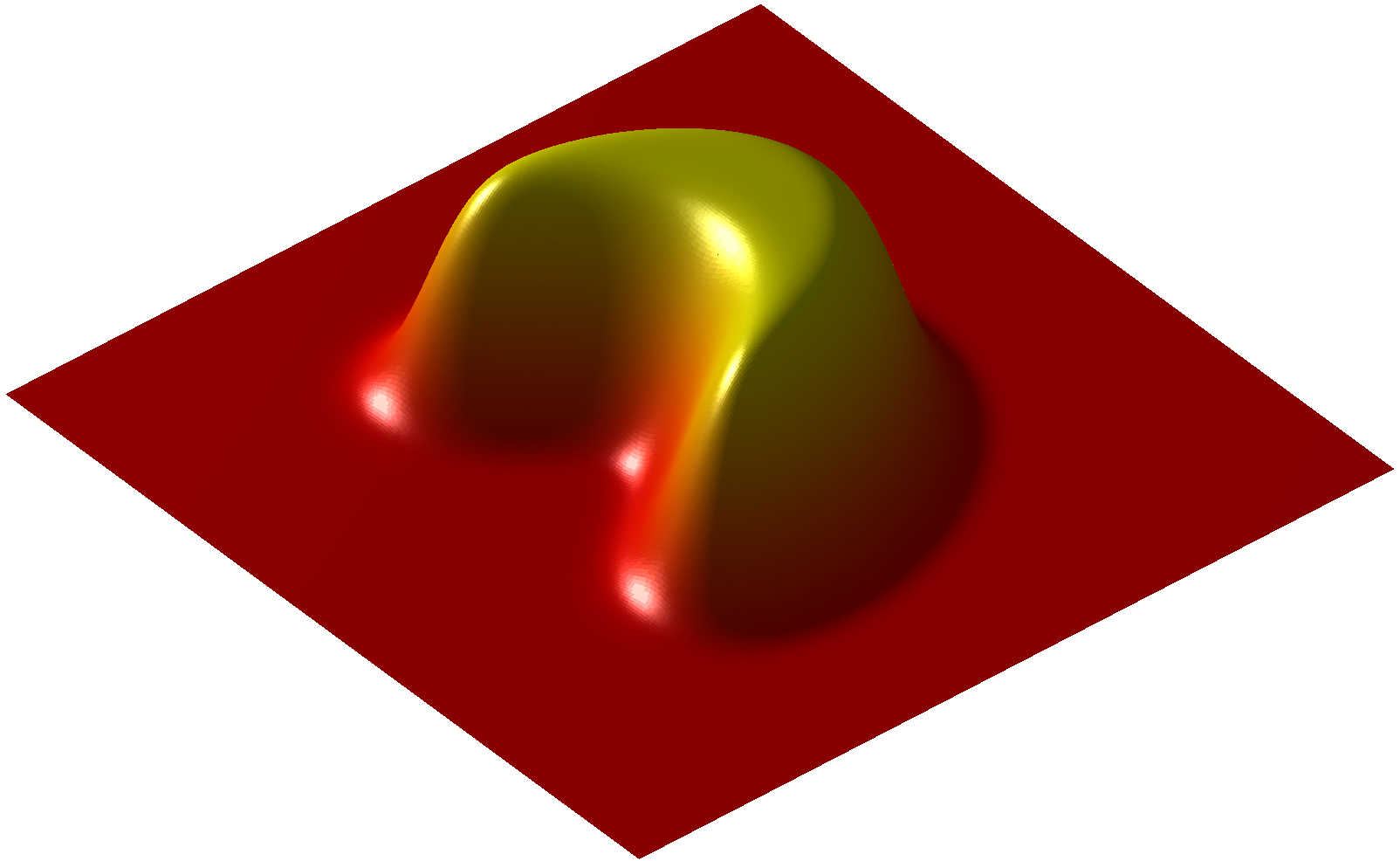
Représentation graphique d'une fonction C∞ à support compact à deux variables.

En mathématiques, une fonction C∞ à support compact (également appelée fonction test) est une fonction infiniment dérivable dont le support est compact. 
Ces fonctions sont au cœur de la théorie des distributions, puisque ces dernières sont construites comme éléments du dual topologique de l'espace des fonctions tests.
Les fonctions C∞ à support compact sont également utilisées pour construire des suites régularisantes et des partitions de l'unité de classe C∞.
Si Ω est un ouvert non vide de ℝn, l'espace des fonctions C∞ à support compact de Ω dans ℝ est noté C∞
c(Ω), C∞
0(Ω) ou 𝒟(Ω).

## Exemples

Graphe de la fonction Ψ.

La fonction d'une variable {\displaystyle \Psi :\mathbb {R} \to \mathbb {R} } définie par 
{\displaystyle \Psi (x)={\begin{cases}{\rm {e}}^{-1/(1-x^{2})}&{\mbox{ si }}|x|<1\\0&{\mbox{ sinon}}\end{cases}}}
est à support compact. La preuve qu'elle est infiniment dérivable peut se faire par récurrence. Par ailleurs, la fonction peut être vue comme la fonction gaussienne e–y2 qu'on a « fait rentrer dans le disque unité » par le changement de variables y2 = 1/(1 – x2) qui envoie x = ±1 sur y = ∞.
Un exemple simple de fonction C∞ à support compact à n variables est obtenu en prenant le produit de n copies de la fonction à une variable ci-dessus :
{\displaystyle \Phi (x_{1},x_{2},\dots ,x_{n})=\Psi (x_{1})\Psi (x_{2})\cdots \Psi (x_{n}).}
Sur Ω = ℝn, la fonction
{\displaystyle x\mapsto {\begin{cases}\exp \left(-{\frac {1}{1-\|x\|^{2}}}\right)&{\text{si }}\|x\|<1\\0&{\text{sinon}}\end{cases}}}
est C∞ et son support est la boule fermée B(0, 1) pour la norme ║.║ utilisée.

## Propriétés
- Une fonction C∞ à support compact ne peut pas être analytique, à moins d'être identiquement nulle. C'est une conséquence directe du théorème d'identité.
- L'espace des fonctions C∞ à support compact est stable par de nombreuses opérations. Par exemple, la somme, le produit, le produit de convolution de deux fonctions C∞ à support compact est encore une fonction C∞ à support compact.

## Topologie
On munit 𝒟(Ω) de la topologie suivante : les voisinages d'un élément de l'espace sont — comme dans tout groupe topologique — les translatés par cet élément des voisinages de 0, et un ensemble {\displaystyle V\subset {\mathcal {D}}(\Omega )} est un voisinage de la fonction nulle si, pour tout compact K de Ω, il existe un entier m > 0 tel que V contienne l'ensemble suivant :
{\displaystyle A_{K,m}:=\left\{\varphi \in {\mathcal {D}}_{K}(\Omega )~\left|~\max _{\alpha \in \mathbb {N} ^{N} \atop |\alpha |\leq m}\|\partial ^{\alpha }\varphi \|_{\infty }\leq 1/m\right.\right\},}
où {\displaystyle {\mathcal {D}}_{K}(\Omega )} désigne l'ensemble des fonctions de {\displaystyle {\mathcal {D}}(\Omega )} dont le support est inclus dans K, et ‖f‖∞ est la norme de f au sens de la convergence uniforme (pour f continue à support compact, c'est le maximum global de |f|).
Autrement dit, si Ω est la réunion d'une suite croissante de compacts Kn, une base de voisinages de 0 est constituée des {\displaystyle V_{m}:=\cup _{n\in \mathbb {N} }A_{K_{n},m_{n}}}, quand {\displaystyle m=(m_{n})_{n\in \mathbb {N} }} parcourt l'ensemble (non dénombrable) des suites à valeurs dans ℕ*.
Muni de cette topologie, {\displaystyle {\mathcal {D}}(\Omega )} est un espace localement convexe, non métrisable puisqu'il est maigre dans lui-même et séquentiellement complet (il est même complet).
Dans {\displaystyle {\mathcal {D}}(\Omega ),} la convergence vers 0 d'une suite de fonctions φn se traduit par l'existence d'un compact K de Ω, contenant les supports de toutes les φn à partir d'un certain rang, et tel que φn ainsi que toutes ses dérivées tendent vers 0 uniformément sur K.

### Crédits d'auteurs
- (en) Cet article est partiellement ou en totalité issu de l’article de Wikipédia en anglais intitulé « Bump function » (voir la liste des auteurs).

- Cet article est partiellement ou en totalité issu de l'article intitulé « Distribution (mathématiques) » (voir la liste des auteurs).